# Trenza africana cosida

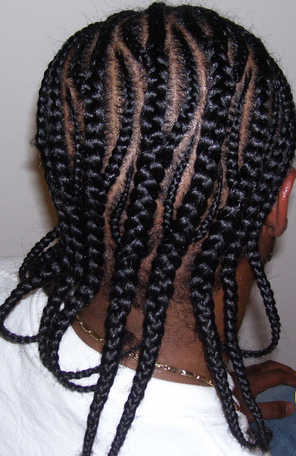
Un hombre con trenzas africanas cosidas.

La trenza africana cosida, es un estilo tradicional Africano de arreglarse el cabello donde se lo trenza muy cerca del cuero cabelludo. Estas trenzas son a menudo realizadas, en líneas simples y rectas, pero también se pueden formar diseños geométricos y curvilíneos.
Estas trenzas pueden ser dejadas en varias semanas sí se tiene un lavado cuidadoso del cabello y se engrasa regularmente el cuero cabelludo. Sí el cuero cabelludo no se engrasa correctamente, puede aparecer caspa, producirse una caída importante de cabello, y aparecer picazón en la cabeza.
Dependiendo en la región del mundo, las trenzas pueden ser usadas tanto por los hombres, como las mujeres o ambos.

## Crítica
Con los años, estas trenzas, junto con las rastas, han sido objeto de varias disputas en distintos ámbitos de trabajo y educación en Norteamérica y Europa. Algunos empleadores han considerado este tipo de arreglo del cabello inadecuado para la oficina y lo han prohibido - algunas veces incluso despidiendo a los empleados que los han usado. Los empleados afroamericanos y grupos de derechos civiles han respondido que tales actitudes prueban racismo y prejuicios culturales. Algunos conflictos han dado lugar a litigios.
Las trenzas demasiado apretadas o usadas durante períodos de tiempo prolongados pueden causar un tipo de pérdida de cabello, denominado como "alopecia por tracción"